# Bolt (videogioco)
Bolt è un videogioco disponibile per Microsoft Windows, Wii, Xbox 360, PlayStation 2, PlayStation 3 e Nintendo DS. È basato sul film Bolt - Un eroe a quattro zampe.
Il videogioco è stato sviluppato dalla Avalanche Software e pubblicato dalla Disney Interactive. È stato distribuito in America del Nord il 18 novembre 2008, in Australia il 4 dicembre 2008 ed in Europa il 13 febbraio 2009.

## Modalità di gioco
Il giocatore controlla alternativamente i personaggi del super-cane Bolt e della sua padroncina Penny, muovendoli nell'universo in cui si svolge il film.